# Damu Roland
Damu Roland (Debrecen, 1974. szeptember 8. – Budapest, 2021. december 27.) magyar színész, szinkronszínész. Leghíresebb szerepe a Jóban Rosszban című sorozatban Várnagy Előd karaktere volt.

## Életpályája
Középiskolai tanulmányait a Nyíregyházi Művészeti Szakközépiskolában végezte. Az iskolai darabokban szerepelt először színházban. Bár felvették a Színház- és Filmművészeti Főiskolára Marton László osztályába, azonban távoznia kellett a képzésről. A Független Színpadra került, Ruszt Józsefhez. Később játszott többek között a Budapesti Kamaraszínházban, a debreceni Csokonai Színházban és a szolnoki Szigligeti Színházban is. Emellett több mint 150 filmben és sorozatban szerepelt szinkronszínészként. Leghíresebb szerepe a Jóban Rosszban című sorozatban Várnagy Előd karaktere.
2012. március 20-án 4 és fél év börtönbüntetésre ítélték Palácsik Tímea bántalmazása és nemi erőszak miatt. A büntetés letöltését 2012 áprilisában kezdte meg és 2015 áprilisában fejezte be.
2017-ben játszotta utolsó nagy színházi szerepét Mastrosimone: A pulóvergyűjtő (Rose: Major Bea, Cliff Damu Roland) című előadásban. Az előadást Kriszt László rendezte. A művész utoljára saját önálló estjével hallatott magáról színészként, amit 2019 decemberében mutatott be egy budapesti pincehelyiségben, Tóth Ádám rendezésében, ám a koronavírus-járvány miatt kénytelen volt felfüggeszteni előadásait.
2021 decemberében közölték, hogy Covid19-fertőzés miatt kórházban, mélyaltatásban kezelték. 2021. december 27-én elhunyt.

## Magánéleti botrányai

### Viselkedése a Hal a tortánban
2009-ben szerepelt a TV2 Hal a tortán című főzős műsorában. Azon a héten az Irigy Hónaljmirigyből ismert Varga Győző, Szentgyörgyi Rómeó fitneszedző, és Kelemen Anna voltak a házigazdák. Damu készen állt a vendégek fogadására, de az este hét órára megbeszélt vacsorán nem jelent meg Kelemen Anna, akivel egy pár nappal korábbi adás felvételekor összeszólalkozott. A stáb nem tudta előkeríteni, így megkérték Varga Győző feleségét és Damu akkori párját, Palácsik Tímeát, hogy vegyenek részt ők a forgatáson. A felvétel végül este kilenc órakor kezdődött el, miután már az étel kihűlt, és a vacsorán megjelentek alkoholt fogyasztottak. Az étkezés végén Damu kiabálni kezdett, mert szerinte neki kellett volna nyerni a hét legjobb szakácsa címet, mert megítélése szerint ő volt legjobb, nem pedig Szentgyörgyi. Dühkitörése közben trágár szavakkal illette a meg nem jelent vendéget, folyamatosan ordítozott és felrúgott egy paravánt is. A vita vége az lett, hogy Damu beviharzott a házába. Azon a héten végül nem született győztes. Az adás után az ORTT több mint 9 millió forintra büntette meg a TV2-t Damu viselkedése miatt.
Damu később önéletrajzi könyvében úgy írt az esetről, hogy az egészet a csatorna provokálta ki, ő ezt csak megjátszotta, csak a show és a nézettség kedvéért csinálta. Varga Győző később ezt cáfolta, szerinte Damu mentegetőzése hazugság volt.

### Bántalmazási ügyei
Az első ismert bántalmazási eset 2002-ben történt. Ezt az ügyet csak 4 évvel később a Színes Bulvár Lap hozta nyilvánosságra egy forgatási baleset apropóján. 2011. szeptember 16-án Hajdú Péter a Mokkában felhívást intézett, miszerint várja azon nők jelentkezését, akiket megvert Damu. Erre jelentkezett a 2002-ben bántalmazott nő, akit állítása szerint 4 és fél órán keresztül ütött a színész. Az előző héten erről az esetről azt mondta a férfi, hogy csak egy pofont adott, és azt be is ismerte a bíróságon. Ezért a cselekedetéért 2 év felfüggesztett börtönt kapott.
2007-ben egy buli után egyik kolléganőjével egyszerre érkeztek meg egy taxihoz. Ekkor szóváltásba keveredtek, a nő megjegyzést tett Damu akkori barátnőjére, majd beszállt az autóba. Ekkor a színész kinyitotta az ajtót és adott egy pofont a nőnek. A taxisofőr és az éppen odaérő Sváby András védték meg a nőt.

#### Palácsik Tímea bántalmazása
2010. november 18-án őrizetbe vették Damu Rolandot erőszakos közösülés bűntettének gyanúja miatt. A rendőrség először csak annyit közölt, hogy súlyos testi sértés bűntettének kísérlete miatt állítottak elő egy 36 éves férfit, aki a lakásán bántalmazott egy nőt. Az akkori hírek szerint Palácsik Tímea széttépett ruhában, zilált külsővel menekült a lakásból, miközben folyamatosan segítségért kiabált. Nem sokkal később kiderült, hogy a nő csigolyája is megsérült. Az ügy kirobbanása után a TV2 megvált a színésztől.
Egy hónappal később előzetes letartóztatásba került nemi erőszak gyanúja miatt. A bíróság elé végül két rendbeli személyi szabadság megsértése és egy rendbeli erőszakos közösülés vádjával került. Az ügyészség vádat emelt a színész ellen. Ezúttal erőszakos közösülés bűntette és aljas indokból elkövetett személyi szabadság megsértésének bűntette miatt kellett felelnie. A hatóság szerint az első veszekedés 2009 nyarán történt. Akkor egy szállodában szóváltás után ököllel megütötte akkori párját. November 18-án békülési szándékkal ment el Palácsikhoz, de végül ott is vitatkozni kezdtek, amelynek vége ismét bántalmazás lett, sőt meg is erőszakolta a nőt. Palácsik Tímea közösségi oldalán képeket is közzétett a Damu által okozott sérülésekről.
Az elsőfokú ítéletet 2011. szeptember 12-én hirdette ki a Pesti Központi Kerületi Bíróság. Damu Rolandot bűnösnek találták nemi erőszak, személyi szabadság korlátozása és egy rendbeli súlyos testi sértés vádjában és 6 év letöltendő börtönbüntetést kapott, illetve a bíróság kötelezte az 1,2 milliós perköltség megfizetésére is, valamint hat évre a közügyektől is eltiltották. A vádlott előélete miatt és enyhítő körülmények hiányában a középmérték alkalmazásával ítélték el súlyos letöltendő börtönbüntetésre. Az ítélethirdetés után az ügyész súlyosbításért, Damu és ügyvédje enyhítésért fellebbezett. A színész szerint Palácsik akkori párjának, Andy Vajnának közbenjárása miatt kapott ilyen súlyos ítéletet. Közben egy állampolgári bejelentésre vizsgálódni kezdett a Központi Nyomozó Főügyészség, miszerint az ítéletet kihirdető dr. Szabó Noémi bírónő és Palácsik Tímea között rokoni kapcsolat lenne. Az ügyben végül nem kezdett nyomozásba az ügyészség konkrétumok és gyanú hiányában.
A másodfokú tárgyalásra készülve Damu ügyvédje, dr. Ruttner György pornószínészeket kért fel, hogy reprodukálják a szerintük csak állítólagos erőszakot. A felvétel kudarccal ért véget, miután több történés újraalkotása sem sikerült. 2012. március 7-én kezdődött meg a másodfok tárgyalása. Itt szerette volna bemutatni az ügyvéd a felvételeket, de a bíró nem engedte. Az ügyvéd hosszasan bírálta az elsőfokú eljárást és kérte védence felmentését. A tárgyalás végén Damu az utolsó szó jogán továbbra is ártatlannak vallotta magát. Az ítélethirdetésre március 20-án került sor. A bíró elmondta, hogy az elsőfokon eljáró testület néhány hibát vétett, de ezek nem befolyásolják az ítélet meghozatalát. Továbbá kijelentette, hogy az elsőfokú eljárást lefolytató bírónő nem áll rokoni kapcsolatban Palácsik Tímeával. A törvényszék jogerős ítéletében kétrendbeli személyi szabadság megsértésében, testi sértés bűntettének kísérletében és erőszakos közösülés bűntettében találta bűnösnek Damu Rolandot, és 4 év 6 hónap börtönbüntetésre, továbbá 1 millió 79 ezer forint bűnügyi költség megfizetésére kötelezte. Az ítélet szerint Damu börtönbe vonulásáig nem hagyhatta el Budapest területét és 2 naponta jelentkezni kellett a XI. kerületi rendőrkapitányságon.
Március 27-én reggel lejelentkezett a zuglói rendőrkapitányságon, majd elindult menyasszonya munkahelyére és az utcán rosszul lett, kórházba került. A színész egészségügyi problémája miatt ügyvédje börtönbe vonulásának halasztását kérte. Az ügyben igazságügyi orvosszakértő vizsgálatát kérték, és pszichiátriai kezelés alá vonták. Április 19-én a Nyírő Gyula Kórházból átszállították a Nagy Ignác utcai börtönbe, majd a tiszalöki börtönben kezdte meg büntetésének letöltését.
A színész ügyvédje még a másodfokú ítélethirdetés után elmondta, a Kúriához fordulnak, mert szerinte eljárásjogi és anyagi jogi hiányosságokat fedeztek fel. 2013. január 8-án tárgyalta a Kúria a fellebbezést. A Kúria helyben hagyta a másodfokú ítéletet, így Damu Roland büntetése nem csökkent.
A pszichiátriai kezelése alatt ismerkedett meg egy nővel, akivel börtönbüntetése alatt, július 19-én összeházasodott. 2013. október 28-án Damut lakhelyéhez közelebbi, tököli börtönbe szállították át. A büntetés-végrehajtási intézetből végül a példás magaviselete miatt 2 év és 3 hónap után, 2015. április 6-án szabadult.

## Börtönbüntetése után
2015 novemberében kiderült, hogy feleségével gyermeket várnak. A pár hosszas huzavona után 2016-ban, a gyermek születése után nem sokkal elvált. Lányukat akkor Damu sógornője nevelte.

## Szerepei

### Színpadi szerepei
Mindenki Színháza: Mastrosimone: A pulóvergyűjtő (Cliff) 2017
- ismeretlen szerep (Heinrich von Kleist: A Schroffenstein család avagy a Bosszú)

- Ippolit (Fjodor Mihajlovics Dosztojevszkij: A félkegyelmű)
- Thaliard (William Shakespeare: Pericles)
- Leonin (William Shakespeare: Pericles)
- Baltazár, macska (Schwajda György: Nincs többé iskola)
- I. őrmester (Jaroslav Hašek: Svejk)
- Blahnyik (Jaroslav Hašek: Svejk)
- 3. utas (Jaroslav Hašek: Svejk)
- II. őrmester (Jaroslav Hašek: Svejk)
- Csendőr (Jaroslav Hašek: Svejk)
- Cserkesz katona (Jaroslav Hašek: Svejk)
- Probus (Székely János: Caligula helytartója)

- Benvolio, Montague unokaöccse (William Shakespeare: Romeo és Júlia
- A Báró (Leo Stein és Jenbach Béla: Csárdáskirálynő)
- I. Gavallér (Leo Stein és Jenbach Béla: Csárdáskirálynő)
- Parragh (Móricz Zsigmond: Úri muri)
- Salarini, Antonio és Bassanio barátja (William Shakespeare: A Velencei kalmár)
- Saville, Második bíró (Robert Bodansky: Luxemburg grófja)
- Lord Boxington (Alan Jay Lerner: My Fair Lady)
- Pitvarmester, főbajkeverő (Romhányi József: Hamupipőke)
- Gyalu, asztalos (William Shakespeare: Szentivánéji álom)
- Oroszlán (William Shakespeare: Szentivánéji álom)
- Béla az ördög sógora (Schwajda György: A rátóti legényanya)
- Grisa (Joseph Stein: Hegedűs a háztetőn
- Pierrot (Ernst Theodor Amadeus Hoffman: Hoffman meséi)
- Betoiászon (Arisztophanész: Lüszisztraté)
- Bartley (Martin McDonagh: A kripli)
- Fiú (Ödön von Horváth: Kasimir és Karoline)

### Szinkronszerepei
- 100 millió évvel i.e. – Erik Reno (Christopher Atkins)
- 1492 – A Paradicsom meghódítása – Giacomo (2. magyar szinkron) (Fernando Guillén Cuervo)
- A Bourne-csapda – Jarda (Marton Csokas)
- A csábítás földjén/Riválisok – José Miguel Montesinos (Fernando Colunga)
- A csajok háborúja – Daniel Williams (Steve Howey)
- A csodazsaruk visszatérnek – Földönkívüli (Sam Lee)
- A detonátor – Dimitru Ilinca (Matthew Leitch)
- A dicsőség zászlaja – Őrmester a parton (Jóhann G. Jóhannsson)
- A dzsentlemanus – Mike Hoyt, Iowa-i szenátor (2. magyar szinkron) (Gary Frank)
- A falu – Fiatal biztonsági őr (Charlie Hofheimer)
- A fáraó bosszúja – Danny Freemont (2. magyar szinkron) (Casper Van Dien)
- A fegyver – Moses Baxter (Dylan McDermott)
- A fegyverek szava – Nellie közlegény (Martin Henderson)
- A fiúk a klubból – Brian Kinney (Gale Harold)
- A Galahad-kölyök – Walter Gulick (Elvis Presley)
- A John Malkovich menet – Larry, az ügynök (Carlos Jacott)
- A lakatlan sziget kalandorai – Dante (Martin Dingle-Wall)
- Aki kapja, marha! – Leo Rothenberg (2. magyar változat) (Ron Silver)
- Alias – Eric Weiss (Greg Grunberg)
- Alibi test – Video kereskedő (2- magyar változat) (Douglas Warhit)
- Amerikai álom – Ray (Conrad Coates)
- A Nap könnyei – Arthur Azuka (Sammi Rotibi)
- Angel – Lindsey McDonald (Christian Kane)
- Angela (teleregény) - Bruno Lizárraga Miranda (Ernesto Godoy)
- A rózsaszín párduc átka – Charlie 2. magyar szinkron (Joe Morton)
- A rózsaszín párduc bosszúja – Benson (Anthony Chinn)
- A Simpson család – Moe (9–12. évad) (Hank Azaria)
- A sólyom dühe – Larson (2. magyar szinkron) (Nicholas Guest)
- A sors kegyeltje – Tanny Newland (Stephen Baldwin)
- A szabadság himnusza – James Stephen (Stephen Campbell Moore)
- A texasi gyors – Cotton (2. magyar szinkron) (Shaun Cassidy)
- A törvény gyilkosa – Rogers (Sterling K. Brown)
- A velencei kalmár – Lorenzo (Charlie Cox)
- A vendégház – Robert Mars (David Arquette)
- A zsaru családja – Eddie Fein (2. magyar szinkron) (Sebastian Spence)
- A zsaru családja 3 – Eddie Fein (Sebastian Spence)
- Az elveszett világ – Malone (2. magyar változat) (Julian Casey)
- Az ígéret megszállottja – Seriffhelyettes (Adam Nelson)
- Az utca királyai – Paul Diskant nyomozó (Chris Evans)
- Barlangi szörnyeteg – Dirk Doggett (George Foster)
- BeSZERvezve – Rose (John Leguizamo)
- Boa - A rémület szorításában – Soet (Sittha Lertsrimonkol)
- Bohókás nyomozás –  Schnell (James Cromwell)
- Börtönbosszú – Loco (Anthony Martins)
- Búcsúdal – Nicolas (Stomy Bugsy)
- Buffy, a vámpírok réme – Ben (Charlie Weber)
- Bűnbocsánat – Blakey (2. magyar szinkron) (Billy Connolly)
- Cápamese – Osztriga (James Ryan)
- Csak 18 éven felülieknek – George McDonald (Jef Mallory)
- Császárok klubja – Louis Masoudi felnőttként (Patrick Dempsey)
- A tengeralattjáró (Das Boot) – Dufte (2. magyar változat (Lutz Schnell)
- Denevérek (1999) –  Jimmy Sands (Leon
- Dogville - A menedék – Bill Henson (Jeremy Davies)
- Don kocsmája – Luke (Robert Zimmermann)
- Drágán add az életed! – Franco (2. magyar változat (Bruno Doyon)
- Drakula 2000 – J.T. (Shane West)
- Dr. Goldfoot és a Bikini-gép – Todd Armstrong (Dwayne Hickman)
- D-Tox – Jack (Stephen Lang)
- Egy amerikai farkasember Londonban – David Kessler (David Naughton)
- Esküvő monszun idején – Rahul Chadha (Randeep Hooda)
- Ezek a mai fiatalok! – Apa (Paolo Calabresi)
- Faragjunk férfit! – Adam Sorenson (Paul Rudd)
- Florence – A tökéletlen hang – Carlton Smith (David Menkin)
- Fosterék háza képzeletbeli barátoknak – Bumm (4. évad)
- Frédi és Béni: Karácsonyi harácsoló – Ned (Will Ryan)
- Fűre tépni szabad – Bart (Chris Elwood)
- Gépállat SC – Hayter (Nicholas Moss)
- Gyilkos ösztön – Tom Gerrick (Casper Van Dien)
- Hair – Berger (3. magyar szinkron) (Treat Williams)
- Halál a címlapon –  JC Peck (Jason Priestley)
- Halálháló – Sheldon (Jeffrey Douglas)
- Haláli meló – Vinnie Costa (Allen Garfield)
- Halálnak halála – Liam (Alec Newman)
- Halálos iramban – Edwin (Ja Rule)
- Hallgass velem – Kevin Vallick (2. magyar szinkron) (Michael Keaton)
- Halló, halló! – Claude (Richard Cottan)
- Halloween – A rémület éjszakája – Bob Simms (John Michael Graham)
- Hasonulás – Jake Fields (Jeremy Sisto)
- Ház a ködben – Ács (David Carrera)
- Házinyúlra nem lövünk – Wilbur Meany (Ed O’Neill)
- Hellraiser - Pokolról pokolra – Givens nyomozó (Michael Rogers)
- Hendrix – Jimi Hendrix (Wood Harris)
- Hetedik érzék – Lenny (Larry Neumann)
- Hirtelen 30 – Alex Carlson (Samuel Ball)
- Hóhatár – Ian (Rufus Sewell)
- Hollywoodi őrjárat – K-Ro (Kurupt)
- Homokember hadművelet – Kazinski (Rod Biermann)
- Homokember hadművelet – Harcosok a pokolban – Kazinski (Rod Biermann)
- Horrorra akadva, avagy tudom, kit ettél tavaly nyárson – Rendőr (David Neale)
- Hölgy aranyban – Dreimann (Justus von Dohnanyi)
- Időzsaru 2. - Verseny az idővel – Josh Chan professzor (Kenneth Choi)
- InuYasha – Szessómaru (Narita Ken)
- InuYasha, a film 3. – A világhódítás kardjai – Szessómaru (Narita Ken)
- Iraki misszió – Ron Stalker őrmester (Shaun Garrett)
- Jay és Néma Bob visszavág – Fred hasonmás (Marc Blucas)
- Jóasszony - Akiről egy város beszél – Robert Windemere (Mark Umbers)
- Johnny Bravo – Johnny Bravo (Jeff Bennett)
- Kedves ellenség - Gonzalo "Chalo" Carrasco (Mike Biaggio)
- Két testvér – Van Tranh őrmester (Annop Varapanya)
- Kickbox harcos 2. – Sal Taylor (Timothy D. Baker)
- Kihevered haver! – Bentley `Striker` Scrumfeld (Shane West)
- Kövesd az álmod – Toby Kwimper (Elvis Presley)
- Kubrick menet – Rupert Rodnight (Luke Mably)
- Kuffs, a zűrös zsaru – Sam Jones (3. magyar szinkron) (George De La Pena)
- Lábujjhegyen – Grigorss (Kyle McCulloch)
- Leépített szépség – M.J. ügynök (Michael Jackson)
- Legyőzhetetlen – Tommy (Kirk Acevedo)
- Mach 2. - Merénylet a levegőben – Tim Mandell (John Putch)
- Maradj éhen! – Hal (Richard Gilliland)
- María del Carmen - José María Montes (Pablo Montero)
- McLintock! – Agard (Strother Martin)
- Minden hájjal megkent hazug – Frank Jackson (Donald Faison)
- Mindenki a napra tör – Pat (Graham Bryan)
- Mint a szélvész – James (Chad S. Taylor)
- Napfény – Harvey (Troy Garity)
- NCIS – Anthony DiNozzo (1–7. évad) (Michael Weatherly)
- Ne hagyj el! - Leonel Madrigal (Salvador Zerboni)
- Nem kellesz eléggé – Dan (John Ross Bowie)
- Nyomulj és nyerj! – Djay (Terrence Howard)
- Öld meg Rómeót! –  Vincent Roth (2. magyar változat) (Edoardo Ballerini)
- Ördögök szigete – Fraker (2. magyar szinkron) (Trevor Goddard)
- Ősamazonok – Cody
- Pénzed vagy életed – Bama (Terrence Howard)
- Pincérlány - Édesen is csípős – Earl Hunterson (Jeremy Sisto)
- Rideg világ – Orvos (Hershel Peppers)
- Scooby-Doo és a Koboldkirály – Töklámpás Jack (Jay Leno)
- Shaft – Hector Torres helyettes kerületi ügyész (Joe Quintero)
- Shrek – Pinocchio (Cody Cameron)
- Slayers - Zelgadis (Hikaru Midorikawa)
- Süthetjük – Tomy (Kim Coates)
- Száguldó bosszú – Gyapjas (3. magyar szinkron) (Clint Howard)
- Szalagavató – Richard Fenton (Johnathon Schaech)
- Szellemirtók – Walter Peck (3., 2009-es szinkron) (William Atherton)
- Szöktetés – Harve (Alan Vint)
- Született július 4-én – Timmy (2. magyar szinkron) (Frank Whaley)
- Támaszpont – Burke (Tony Curtis)
- Tengerparti fenegyerek - I/1. rész: Beépített szépség – Johnny Tree (Ron Yuan)
- Tizenkét dühös ember – Ötödik esküdt (2. magyar szinkron) (Dorian Harewood)
- Tökéletes ragadozó – Green (T.M. Van Ostrand)
- Túlélésből jeles – Glen Prokow (Daniel Enright)
- Tűréshatár – Matt Bailey (David Lipper)
- Tűzveszély – Obadi (Tumisho Masha)
- Vad motorosok – Kaszkadőr (Brendan Fehr)
- Vad szív – Juan del Diablo  (Eduardo Yáñez)
- Valami van odalent – Kyle Williams seriff (Matthew Le Nevez)
- Van barátod? – Bruno (Dany Boon)
- Végső állomás 4. –  Jonathan Grove (Jackson Walker)
- Véres gyémánt – RUF kiképző (Adetokumboh M'Cormack)
- Veszélyes nő – Mackey (2. magyar szinkron) (Gabriel Byrne)
- Vészkód - A Rubicon összeesküvés – Cage Sorrentino (Callan Mulvey)
- X-Men kezdetek: Farkas – David North (Zero ügynök) (Daniel Henney)
- Zsákutca – Eddie Shneider (2. magyar szinkron) (Til Schweiger )
- Zsarubosszú – Jesus Vasquez nyomozó (2. magyar szinkron) (Frank Rivera)
- Zsarujátszma – Dickerson (3. magyar változat) (Jeff Wincott)

### Tévéműsorok
- Várnagy Előd (Jóban Rosszban) (2005–2011)
- Önmaga (Marslakók) (2012)
- Róbert (Édes Otthon) (2015)

## Könyvei
- Damu Edina Mona. Damu Roland - Az igazság. Art Nouveau Kiadó (2015). ISBN 9786155104510

A könyvben életét meséli el kisgyermekkorától kezdve.
- Damu Edina Mona. Damu Roland - Túléltem. Art Nouveau Kiadó (2015). ISBN 9786155104534

A második könyv folytatása az elsőnek, a börtönben töltött évekről szó.